# 国家体育指导委员会
國家體育指導委員會（韓語：국가체육지도위원회）是朝鮮民主主義人民共和國國務委員會直屬機關，負責體育事務的最高行政機關。該委員會統籌朝鮮民主主義人民共和國的專業體育技術發展、體育項目技術科學化實現及加強與國際體育組織間的合作，以及促進大眾體育活化等體育政策。2012年自內閣所屬的體育省獨立並擴大設立。目前國家體育指導委員會（韓語：국가체육지도위원회）委員長由金德訓內閣總理兼任。

## 歷史
- 1945年10月：以民間組織體系北朝鮮體育同盟（韓語：북조선 체육동맹）創立
- 1954年6月：更名為內閣直屬的朝鮮體育指導委員會（韓語：조선체육지도위원회）
- 1969年11月：自內閣分離，改為獨立機構
- 1986年11月：改為隸屬於內閣
- 1989年6月：更名為朝鮮國家體育委員會（韓語：조선국가체육위원회）
- 1998年9月：更名為體育省（韓語：체육성）
- 1999年11月：更名為體育指導委員會（韓語：체육지도위원회）
- 2012年11月：作為國務委員會直屬機關重新成立國家體育指導委員會（韓語：국가체육지도위원회）[3]

## 歷任主席
- 张成泽：2012年12月 - 2013年
- 崔龙海：2013年 - 2017年
- 崔辉: 2017 年 - 2023年2月
- 金德訓：2023年2月 - 至今